# Merlijn Snitker
Merlijn Snitker (Heemstede, 1970) is een Nederlands filmcomponist.
Snitker studeerde lichte muziek aan het Rotterdams Conservatorium en het Conservatorium Alkmaar. Als componist voegde hij zich bij het duo Melcher Meirmans en Chrisnanne Wiegel. Hij schreef met Meirmans en Wiegel mee aan een aantal succesvolle Nederlandse en Vlaamse films, waaronder Alles is Liefde, Komt een vrouw bij de dokter en Nova Zembla. In 2014 ging Snitker verder zonder Meirmans en Wiegel.
Snitker componeerde zowel de Vlaamse film Smoorverliefd uit 2010 als de Nederlandse remake Smoorverliefd uit 2013. Dat was tevens zijn laatste samenwerking met Meirmans en Wiegel.

## Filmografie

### Film
Met Melcher Meirmans en Chrisnanne Wiegel
- 2005: Allerzielen (segment: 72 maagden en Groeten uit Holland)
- 2005: Het schnitzelparadijs
- 2007: Alles is Liefde
- 2008: Hoe overleef ik mezelf?
- 2008: Los
- 2009: De indiaan
- 2009: Komt een vrouw bij de dokter
- 2009: Dossier K.
- 2010: Schemer
- 2010: Smoorverliefd
- 2010: Briefgeheim
- 2011: Mijn opa de bankrover
- 2011: Alle tijd
- 2011: Onder Ons
- 2011: Patatje oorlog
- 2011: Nova Zembla
- 2012: Jackie
- 2013: De Marathon
- 2013: Smoorverliefd

Solo
- 2014: Eddy & Cody
- 2014: Bloedlink
- 2015: Rendez-vous
- 2015: Ja, ik wil!
- 2015: Publieke Werken
- 2016: Siv sover vilse
- 2016: De held
- 2016: De premier
- 2017: Het verlangen
- 2018: Bankier van het verzet
- 2019: Vals
- 2021: Mijn beste vriendin Anne Frank
- 2021: Red Sandra
- 2022: Ritueel
- 2022: The Takeover
- 2024: Tegendraads

### Televisiefilms
Met Melcher Meirmans en Chrisnanne Wiegel
- 2005: Storm
- 2009: Coach
- 2009: De Punt
- 2010: Sekjoeritie
- 2013: Lieve Céline

Solo
- 2015: Zevenbergen
- 2019: Het irritante eiland

### Televisieseries
Met Melcher Meirmans en Chrisnanne Wiegel
- 2006: Fok jou!
- 2006: Taxi van Palemu
- 2007: Adriaan
- 2008: Het schnitzelparadijs
- 2010: Docklands
- 2012: Clan

Met Hielke Praagman
- 2015: Goedenavond Dames en Heren

Solo
- 2017: De 12 van Oldenheim
- 2018: Exportbaby
- 2019: Judas
- 2019: De 12 van Schouwendam
- 2020: Vliegende Hollanders

Met Hielke Praagman
- 2022: Tweede Hans
- 2022: Ten minste houdbaar tot

## Prijzen en nominaties

### Buma Music in Motion
| Jaar | Prijs      | Categorie                                    | Werk                  | Uitslag  |
| ---- | ---------- | -------------------------------------------- | --------------------- | -------- |
| 2020 | Buma Award | Beste originele compositie in televisieserie | De 12 van Schouwendam | Gewonnen |

### Filmfestival van Oostende
| Jaar | Prijs | Categorie            | Werk                                      | Uitslag  |
| ---- | ----- | -------------------- | ----------------------------------------- | -------- |
| 2010 | Ensor | Bijzondere prestatie | Dossier K. (delen met Meirmans en Wiegel) | Gewonnen |

### Nederlands Film Festival
| Jaar | Prijs       | Categorie    | Werk                   | Uitslag     |
| ---- | ----------- | ------------ | ---------------------- | ----------- |
| 2016 | Gouden Kalf | Beste muziek | Publieke Werken        | Genomineerd |
| 2018 | Gouden Kalf | Beste muziek | Bankier van het verzet | Genomineerd |

- Gemeinsame Normdatei: 1102967017
- International Standard Name Identifier: 0000 0001 3187 6281
- MusicBrainz: 67a8830e-df11-4f7f-ae9c-9f83bc38c976
- Virtual International Authority File: 187285749
- WorldCat: E39PBJwX8QYKDdHJcqhQGGJdQq